# Boss (cràter)
Boss és un cràter d'impacte que es troba a l'extrem nord-est de la cara visible de la Lluna. Per la seva ubicació, el cràter es pot veure des de la Terra, encara que la seva visibilitat està subjecta als efectes de la libració.
Aquesta formació no s'ha erosionat significativament per impactes, i es conserva una vora exterior ben definida que no està coberta per cràters més petits. La paret interior és àmplia i té una superfície aterrassada. El sòl interior té un pic central baix que està desplaçat lleugerament cap al nord des del punt mig.

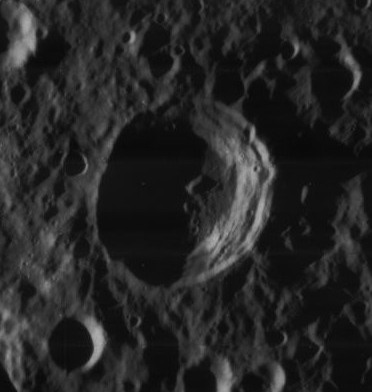
Imatge del cràter Boss (missió Lunar Orbiter 4)
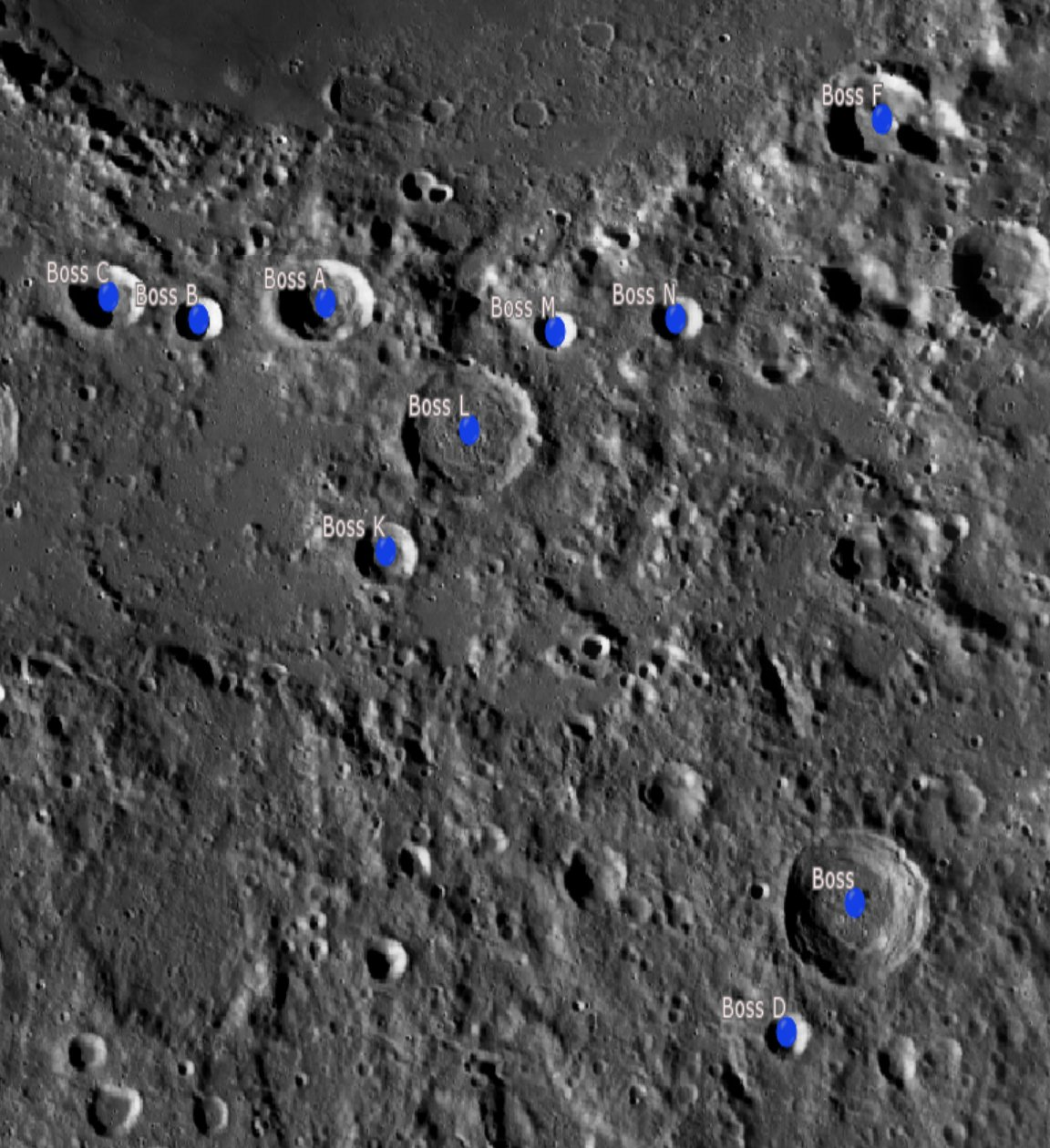
Cràters satèl·lit

Els cràters més propers són Vashakidze (cap al sud-est, a la cara oculta de la Lluna), i el cràter Riemann (cap al sud), molt erosionat. A més, al sud-oest es troba el destacat cràter Gauss, i al nord-nord-oest apareix la Mare Humboldtianum.
El cràter es diu així per l'astrònom estatunidenc Lewis Boss.

## Cràters satèl·lit
Per convenció aquests elements són identificats en els mapes lunars posant la lletra en el costat del punt central del cràter que està més proper a Boss.
| Boss | Coordenades                          | Diàmetre |
| ---- | ------------------------------------ | -------- |
| A    | 52° 18′ N, 80° 18′ E / 52.3°N,80.3°E | 27 km    |
| B    | 52° 00′ N, 77° 06′ E / 52.0°N,77.1°E | 12 km    |
| C    | 52° 12′ N, 76° 24′ E / 52.2°N,76.4°E | 21 km    |
| D    | 44° 54′ N, 87° 24′ E / 44.9°N,87.4°E | 15 km    |
| F    | 54° 30′ N, 86° 48′ E / 54.5°N,86.8°E | 36 km    |
| K    | 49° 36′ N, 80° 42′ E / 49.6°N,80.7°E | 19 km    |
| L    | 50° 54′ N, 82° 18′ E / 50.9°N,82.3°E | 40 km    |
| M    | 52° 00′ N, 83° 48′ E / 52.0°N,83.8°E | 13 km    |
| N    | 52° 12′ N, 85° 12′ E / 52.2°N,85.2°E | 16 km    |